# Абстрактна Вікіпедія
Абстрактна Вікіпедія — експериментальний проєкт Фонду Вікімедіа, який має на меті створення незалежної від мови версії Вікіпедії за допомогою структурованих даних. Його задумав Дені Врандечич, засновник Вікіданих, у дослідницькому документі Google у квітні 2020. Проєкт офіційно запропоновано у травні 2020 року (як Wikilambda) та затверджено Радою повірених Фонду Вікімедіа в липні 2020.
Проєкт поки що в дослідницькій фазі розробки і фізично не існує.